# Antrodiella flava
Antrodiella flava är en svampart som först beskrevs av Corner, och fick sitt nu gällande namn av T. Hatt. 2001. Antrodiella flava ingår i släktet Antrodiella och familjen Phanerochaetaceae.   Inga underarter finns listade i Catalogue of Life.